# 卡琳·巴尔策
卡琳·巴尔策（德語：Karin Balzer，1938年6月5日—2019年12月17日），德国女子田径运动员。她曾代表德国联队、东德参加1960年、1964年、1968年和1972年夏季奥林匹克运动会田径比赛，获得一枚金牌和一枚铜牌。